# Ubuhlebezwe Local Municipality
Ubuhlebezwe (englisch Ubuhlebezwe Local Municipality) ist eine Lokalgemeinde im Distrikt Harry Gwala der südafrikanischen Provinz KwaZulu-Natal. Der Sitz der Gemeindeverwaltung befindet sich in Ixopo. Bürgermeister ist Zamokwakhe Nxumalo.
Der Name der Gemeinde ist das isiZulu-Wort für „die Schönheit des Landes“ und bezieht sich auf die Novelle Cry, The Beloved Country von Alan Paton.

## Städte und Orte
| - Echibini - Hlokozi - Hlutankungu - Ixopo - Jolivet - KwaBhidla - KwaNokweja - Kweletsheni | - Mahehle - Mhlabatshane - Mpunga - Ntapha - Velabethuke |

## Bevölkerung
Im Jahr 2011 hatte die Gemeinde auf einer Gesamtfläche von 1628 km² 101.691 Einwohner. Davon waren 97,5 % schwarz, 1,2 % Coloureds und 0,8 % weiß. Erstsprache war zu 90,9 % isiZulu, zu 3,1 % Englisch, zu 1,5 % isiXhosa und zu 1,3 % isiNdebele.